# Bogsch Albert (orvos)
Bogsch Albert (Kassa, 1913. szeptember 19. – Budapest, 2005. április 26.) magyar radiológus, az orvostudományok kandidátusa (1959).

## Élete
Bogsch Zsigmond törvényszéki bíró és Amrein Józsa (1881–1966) fiaként született felvidéki evangélikus családban. Nagyapja Bogsch Albert (1845–1900) pedagógus, polgári leányiskolai tanár.
Középiskolai tanulmányait a kassai reálgimnáziumban végezte, ahol 1931-ben tett érettségi vizsgát. 1938. március 31-én a prágai Károly Egyetem Orvostudományi Karán avatták doktorrá. 1938 és 1942 között a kassai Állami Kórház Radiológiai Osztályának alorvosaként működött. 1942-ben a „sugaras eljárásokból” szakorvosi vizsgát tett. 1942-től a budapesti Pázmány Péter Tudományegyetem gyakornoka, 1946-tól egyetemi tanársegédje volt. 1947 és 1957 között a II. számú Belgyógyászati Klinika egyetemi tanársegédje, majd adjunktusa és végül 1957-től egyetemi docense.
Belgyógyászati és kardiológiai radiológiai diagnosztikával, szívtérfogat-vizsgálatokkal, a hasnyálmirigy, az epe és epehólyag, a vese és a vesekeringés röntgenológiájával foglalkozott. Számos új radiológiai diagnosztikai eljárást (pl. pneumostratigraphia) elsők között dolgozott ki, alkalmazott, majd fejlesztett rutineljárássá a magyarországi klinikai gyakorlatban.

### Családja
Felesége Kiss Katalin orvos. Fiai: Bogsch Zsigmond és Bogsch István.

## Főbb művei
- Pyogen tüdőfolyamatok szóródása és elkülönítő röntgenkórisméje. Bikfalvi Andrással. – Szív-aneurysmák. (Orvosok Lapja, 1949)
- Adatok a pancreas pneumostratigraphiás vizsgálatához. (Magyar Radiológia, 1958)
- Retroperitoneális és mediastinalis pneumostratigraphiás vizsgálatok. Kandidátusi értekezés. (Budapest, 1958)
- Mediastinalis levegőbefúvásos rétegvizsgálatokkal szerzett tapasztalataink. (Orvosi Hetilap, 1960. 43.)
- Az oesophagogramm értéke mitralis vitiumban. (Orvosi Hetilap, 1961. 37.)
- A szív térfogatának vizsgálata cardiovascularis neurosisban. Simonyi Jánossal. (Magyar Belorvosi Archivum, 1963)
- Keringési röntgenvizsgálatok. – Pneumoretroperitonaeum és pneumomediastinum. – Az epehólyag és az epeutak röntgenvizsgálata. – A vesék és a húgyutak röntgenvizsgálata. (Belgyógyászati funkcionális diagnosztika. Szerk. Takács Lajos. Budapest, 1965)
- A vese röntgenológiája. – A radiorenogramm. (Belgyógyászati vesebajok. Szerk. Gömöri Pál. Budapest, 1966)
- Diagnostic pneumomediastinum. Monográfia. Leszler Antallal. (Budapest, 1966)